# باشگاه والیبال لوکوموتیو نووسیبیرسک
باشگاه والیبال لوکوموتیو نووسیبیرسک (به انگلیسی: Lokomotiv Novosibirsk) یک باشگاه حرفه‌ای والیبال مستقر در نووسیبیرسک، روسیه است که در سوپر لیگ والیبال روسیه حضور دارد. نووسیبیرسک از باشگاه‌های ریشه دار روسیه محسوب می‌شود و در سال ۲۰۱۳ قهرمانی لیگ قهرمانان اروپا و در سال ۲۰۱۴ نایب قهرمانی جام باشگاه‌های جهان را به دست آورد.

## دست‌آوردها
لیگ قهرمانان والیبال اروپا
- قهرمان: ۲۰۱۳

 والیبال قهرمانی باشگاه‌های جهان
- نایب قهرمان: ۲۰۱۳

 کاپ روسیه
- قهرمان (۲): ۲۰۱۰، ۲۰۱۱
- نایب قهرمان: ۲۰۰۹

 جام حذفی سیبری و شرق دور
- قهرمان (۹): ۱۹۸۲، ۱۹۸۵، ۲۰۰۰، ۲۰۰۹، ۲۰۱۰، ۲۰۱۱، ۲۰۱۲، ۲۰۱۳، ۲۰۱۴

 سوپر لیگ والیبال روسیه
- نایب قهرمان: ۲۰۱۴

 جام کنفدراسیون والیبال اروپا
- نیمه نهایی (۲): ۱۹۸۹/۹۰، ۲۰۰۸/۰۹

## بازیکن‌های برجسته
اروپا
- آندره دیاچکوف
- لوکاش دویش
- توماس ساملوو
- ماتیاس رایمیکرس
- مارکوس نیلسون

آمریکا
- کلیتون استنلی
- دیوید لی
- ویلیام پریدی
- رایان میلر

آفریقای شمالی
- مایکل سانچز
- اوریول کامخو
- هکتور سوتو

آمریکای جنوبی
- لری کروز